# Zeche Renate

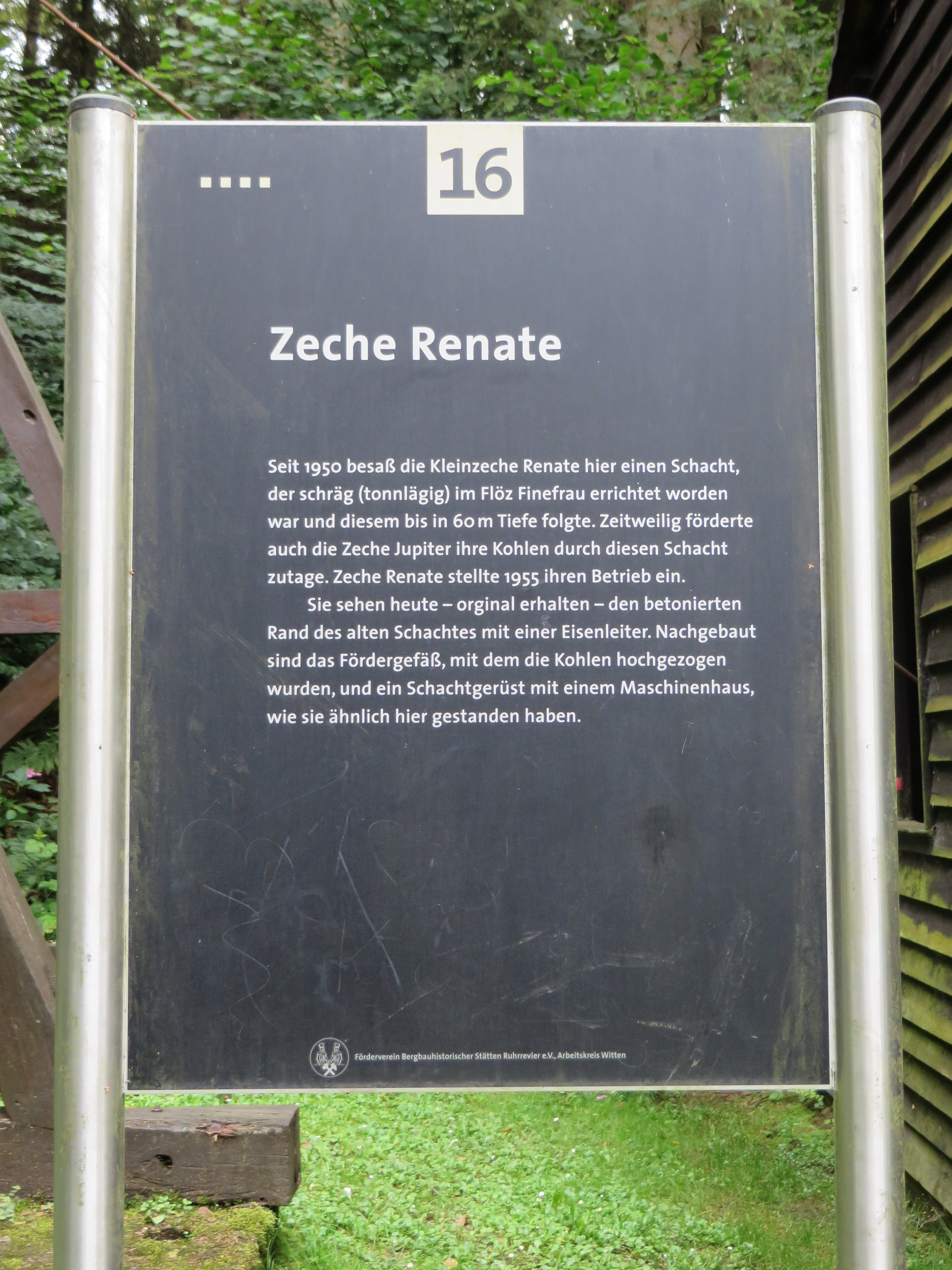
Infotafel der Route der Industriekultur

Die Zeche Renate ist ein ehemaliges Steinkohlenbergwerk im Wittener Ortsteil Vormholz. Die Zeche war als Kleinzeche nur wenige Jahre in Betrieb, Besitzer der Kleinzeche war die Renate Bergbaugesellschaft mbH.

## Geschichte
Im Jahr 1950 wurde die Zeche Renate in Betrieb genommen. Das Grubenfeld befand sich im Bereich des Muttentals nahe beim alten Göpelschacht Juno. Der Schacht gehörte zur ehemaligen Zeche Fortuna ins Osten. Nach der Inbetriebnahme wurde damit begonnen, einen tonnlägigen Schacht abzuteufen. Der Schacht wurde mit einem Einfallen von 77 Gon in südlicher Richtung abgeteuft. Am 21. Juni desselben Jahres kam es zu einem Streb-/Streckenbruch, bei dem drei Bergleute tödlich verunglückten. Im Jahr 1951 erreichte der tonnlägige Schacht eine flache Teufe von 60 Metern. Der Schacht wurde auch zeitweise zur Förderung der Kohlen der Zeche Jupiter II genutzt. Nachdem die Flöze der Girondellegruppe erreicht worden waren, wurden diese abgebaut. Dabei wurden auch, bedingt durch die Kohlennot nach dem Zweiten Weltkrieg, Flöze abgebaut, die für den Vorgängerbetrieb unbauwürdig waren. Um die Bewetterung zu verbessern, wurden einige Aufhauen bis nach über Tage erstellt. Der anfallende Abraum wurde über Tage im Muttental aufgeschüttet. Am 1. Februar des Jahres 1952 begann die knappschaftliche Versicherung der Zeche. Am 28. Februar des Jahres 1954 wurde die Zeche Renate stillgelegt, der tonnlägige Förderschacht wurde danach noch zeitweise von der Zeche Jupiter II zur Förderung genutzt.

## Tagesanlagen und Ausrichtung

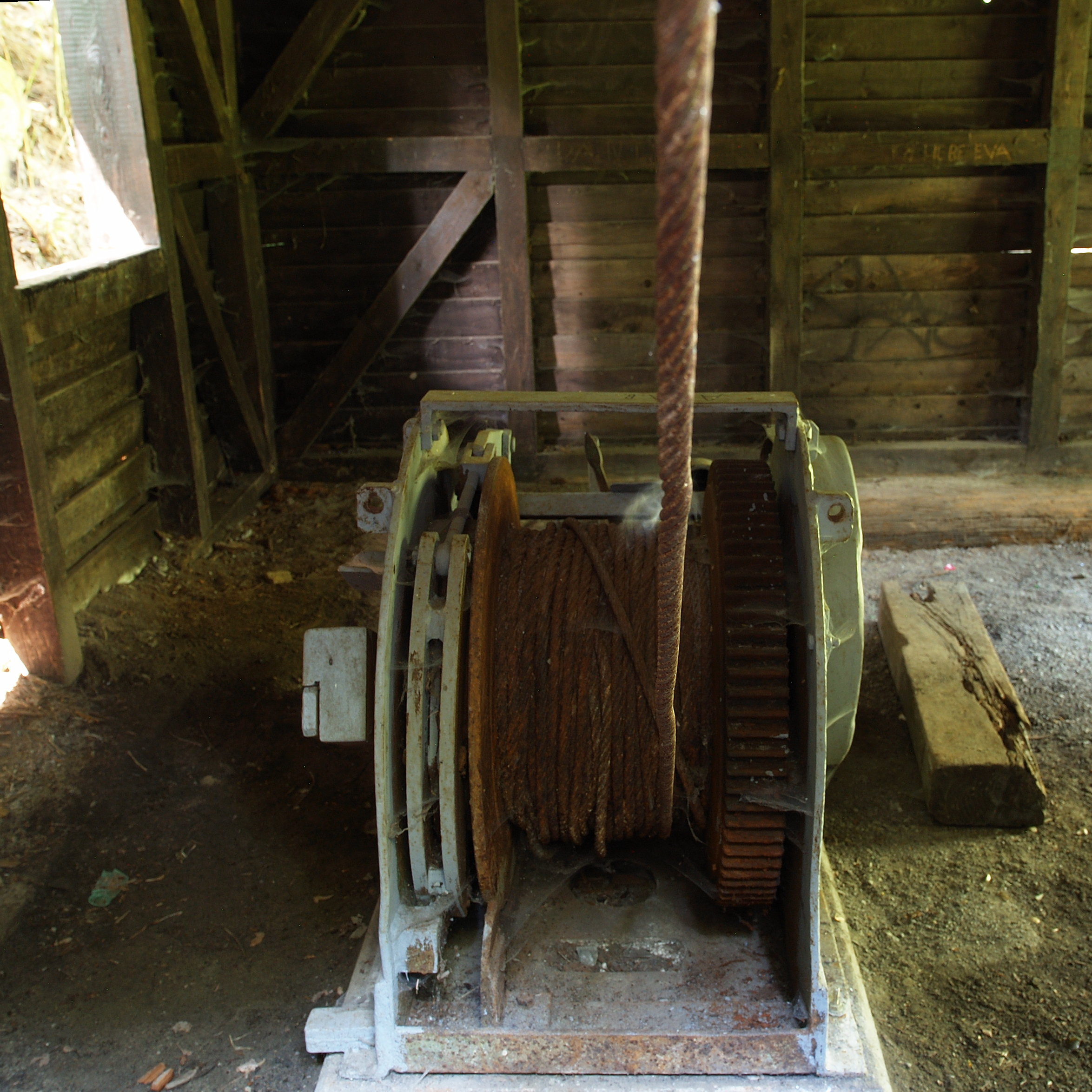
Haspel des ehemaligen Förderschachtes

Als Förderanlage diente anfangs ein einfacher Förderhaspel, der mittels Druckluft betrieben wurde. Mit dem Haspel wurden kleine Fördergefäße über Schienen durch den Schacht gefördert. Als Fördergerüst diente ein einfacher Dreibaum. Später wurden ein hölzernes Fördergerüst und ein Maschinenhaus gebaut. Zunächst wurde der tonnlägige Schacht dem Flöz Finefrau folgend in die Lagerstätte geteuft. Unter Tage wurde vom Schacht ausgehend ein Querschlag vorgetrieben. Der Querschlag wurde bis in die Flöze Girondelle 2 und 3 aufgefahren, um diese dann abzubauen. Aufgrund des Tiefbaus war man gezwungen, das Grubenwasser und das eindringende Sickerwasser bis zum Erbstollen hochzupumpen.

## Förderung und Belegschaft
Die ersten bekannten Belegschafts- und Förderzahlen stammen aus dem Jahr 1950, damals waren 17 Bergleute auf dem Bergwerk beschäftigt, die eine Förderung von 13.007 Tonnen erbrachten. Die maximale Förderung wurde im Jahr 1952 von 58 Bergleuten erbracht, es wurden 23.526 Tonnen Steinkohle gefördert, dies sind auch letzten bekannten Förder- und Belegschaftszahlen des Bergwerks.

## Heutiger Zustand
An die Zeche Renate erinnern heute noch das nachgebaute Maschinenhaus, das hölzerne Fördergerüst und das Fördergefäß. Auch die Schachtöffnung des tonnlägigen Schachtes ist noch vorhanden. Die Bauten sind Bestandteil des Bergbaurundwegs im Muttental.